# Władysław Skonecki
Władysław Skonecki (Tomsk, 13 luglio 1920 – Vienna, 12 giugno 1983) è stato un tennista polacco.

## Biografia
Iniziò a partecipare ai tornei internazionali nel secondo dopoguerra, in singolare giocò in due occasioni gli ottavi di finale al Roland Garros mentre avanzò fino ai quarti di finale a Wimbledon sia nel doppio maschile che nel doppio misto.
Fuori dai tornei dello Slam riuscì a conquistare due edizioni del torneo di Monte Carlo, nel 1953 su Jaroslav Drobný e nel 1955 su Budge Patty, mentre nel Turkey Open 1954 superò in finale l'italiano Orlando Sirola rimontando uno svantaggio iniziale di due set.
Fece parte della squadra polacca di Coppa Davis dal 1947 al 1962 ottenendo ventisei vittorie e venti sconfitte.